# Kehlen (Luxemburg)
Kehlen (luxemburgisch Kielenⓘ) ist eine Gemeinde im Großherzogtum Luxemburg und gehört zum Kanton Capellen.

## Zusammensetzung der Gemeinde
Die Gemeinde besteht aus den Ortschaften:
| deutscher Name | luxemburgischer Name | französischer Name |
| -------------- | -------------------- | ------------------ |
| Dondelingen    | Dondel               | Dondelange         |
| Kehlen         | Kielen               | Kehlen             |
| Keispelt       | Keespelt             | Keispelt           |
| Meispelt       | Meespelt             | Meispelt           |
| Nospelt        | Nouspelt             | Nospelt            |
| Olm            | Ollem                | Olm                |

| - Olm gliedert sich auf in vier Teile: - Olm-Dorf - Olm-Kräizwee - Olm-Huesekneppchen - Olm-Elmen (neues Wohnbaugebiet mt ca. 800 Wohnungen) - Drei Gehöfte: Dürrenthal (Direndall), Weidenthal (Weidendall) und Quatre-Vents (Katrewang) |

## Geschichte
Der Name „Kehlen“ ist wohl germanischen Ursprungs, so ist eine der frühesten Erwähnungen der Ortschaft Kehlen, Kalen, wohl aus dem Urgermanischen „Cal(l)“ Quelle(n) abzuleiten. Der älteste Teil der Ortschaft Kehlen ist (war) von drei Quellen umgeben, die im Laufe der Jahrhunderte gefasst und als Waschbrunnen genutzt wurden: Poetschebierchen, Össelbierchen und Ënneschtebur.
Auf frühere Ansiedelungen weisen archäologische Grabungen sowie die Entdeckung keltischer Grabstätten um Kehlen hin, gallo-römische Friedhöfe und römische Villen in der Umgebung von Nospelt sowie merowingische Gräber zwischen Nospelt und Dondelingen.

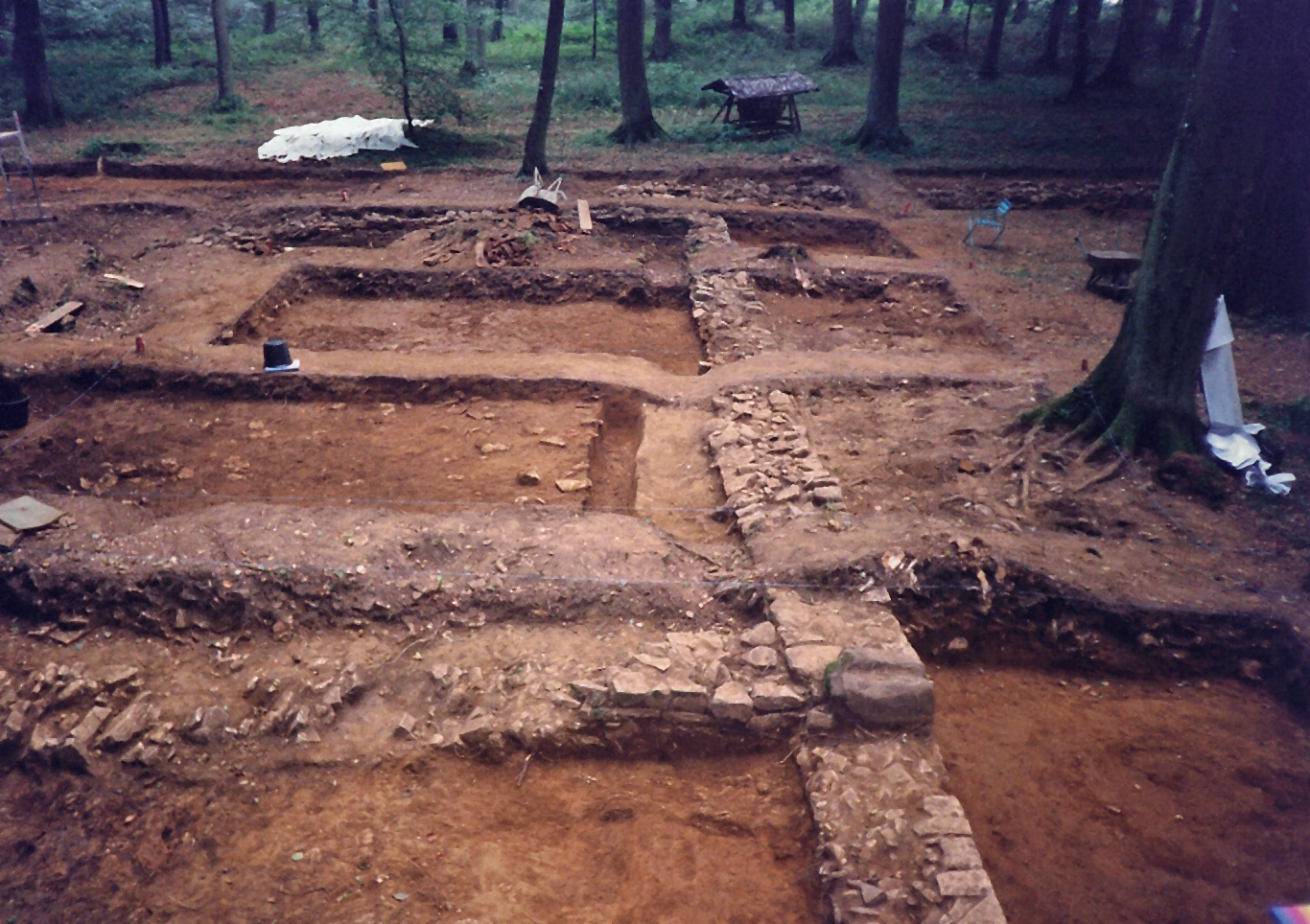
Ausgrabungen einer gallo-römischen Villa

Auf der Höhe von Schoenberg nahe Kehlen, an der Kreuzung zweier römischer Straßen, existierte höchstwahrscheinlich eine Ansammlung gallo-römischer Gebäude, worauf der Fund eines Sockels hindeutet, der vier Gottheiten darstellt. Das Original wird im Staatsmuseum aufbewahrt; eine Replik wurde vor dem Friedhof von Schoenberg aufgestellt. Dass Schoenberg in die Liste der nationalen Denkmäler aufgenommen wurde, verdankt es der Kapelle (Chor der ehemaligen Kirche) und den alten Grabsteinen aus dem Anfang des 16. Jahrhunderts. Die ehemalige Pfarrkirche von Schoenberg, deren Register bis zum Jahre 1637 zurückreichen, stand in Abhängigkeit zur Reichsabtei St. Maximin in Trier. Der Legende nach soll auf dem Plateau von Schoenfels ein Dorf existiert haben, das nach einer Pest verschwunden sei; doch keine Spuren wurden gefunden.
Die Ortschaften Keispelt und Meispelt entwickelten sich infolge umfangreicher Rodungen, die durch die fränkischen Adligen und die Abtei St. Maximin gefördert wurden. Im Mittelalter gehörten sie zur Herrschaft Ansemburg, für welche Keispelt als Hauptort fungierte.
Dondelingen war in der Vergangenheit bekannt für seine beiden Kornmühlen, die schon für 1280 und 1328 nachgewiesen sind; sie gibt es aber nicht mehr. Die Fenster der St. Hubert geweihten Kapelle in Dondelingen stellen Jagdszenen dar.
Die Ortschaft Olm, deren Name vom Ulmenbaum abgeleitet wird, wurde zum ersten Male 1528 in einem „Feuerstättenverzeichnis“ erwähnt. Sie zählt heute über 1500 Einwohner, davon ungefähr 1200 im Neubaugebiet Huesekneppchen.
Die Sozialgeschichte der Gemeinde ist geprägt durch Bauern und Handwerker. Mit der Industrialisierung des Landes sowie dem Strukturwandel nach dem Zweiten Weltkrieg ist heutzutage der überwiegende Teil der Einwohnerschaft im Dienstleistungssektor beschäftigt.

## Politik
Die Gemeinde Kehlen wird von einer Koalition aus der christlich-konservativen CSV und der sozialistischen LSAP regiert.
Zur Kommunalwahl im Juni 2023 traten fünf Parteilisten an, von denen vier den Einzug in den Gemeinderat schafften.
| Partei                                             | Sitze: 13 | Stimmenanteil | Stimmenanteil |
| -------------------------------------------------- | --------- | ------------- | --- |
| Lëtzebeurger Sozialistesch Aarbechterpartei (LSAP) | 4         | 28,38 %       | Gemeinderatswahl Kehlen 2023 %50403020100 42,04 % (+5,40 %p)28,38 % (+1,52 %p)15,15 % (+2,21 %p)9,27 % (−8,75 %p)5,16 % (−0,37 %p) CSVLSAPDPGréngPirate20182023 |
| Demokratesch Partei (DP)                           | 2         | 15,15 %       | Gemeinderatswahl Kehlen 2023 %50403020100 42,04 % (+5,40 %p)28,38 % (+1,52 %p)15,15 % (+2,21 %p)9,27 % (−8,75 %p)5,16 % (−0,37 %p) CSVLSAPDPGréngPirate20182023 |
| Chrëschtlech-Sozial Vollekspartei (CSV)            | 6         | 42,04 %       | Gemeinderatswahl Kehlen 2023 %50403020100 42,04 % (+5,40 %p)28,38 % (+1,52 %p)15,15 % (+2,21 %p)9,27 % (−8,75 %p)5,16 % (−0,37 %p) CSVLSAPDPGréngPirate20182023 |
| Déi Gréng                                          | 1         | 9,27 %        | Gemeinderatswahl Kehlen 2023 %50403020100 42,04 % (+5,40 %p)28,38 % (+1,52 %p)15,15 % (+2,21 %p)9,27 % (−8,75 %p)5,16 % (−0,37 %p) CSVLSAPDPGréngPirate20182023 |
| Piratepartei                                       | 0         | 5,16 %        | Gemeinderatswahl Kehlen 2023 %50403020100 42,04 % (+5,40 %p)28,38 % (+1,52 %p)15,15 % (+2,21 %p)9,27 % (−8,75 %p)5,16 % (−0,37 %p) CSVLSAPDPGréngPirate20182023 |

## Bevölkerungsentwicklung
Quelle: STATEC

## Religion
Der Großteil der Bevölkerung gehört der römisch-katholischen Konfession an. Die drei Pfarreien Kehlen/Olm, Nospelt/Dondel und Keispelt/Meispelt wurden am 7. Mai 2017 zur Pfarrei Mamerdall zusammengeschlossen (nach dem gleichnamigen Fluss, welcher die drei Gemeinden durchfließt), dem auch noch die Gemeinden Kopstal und Mamer angehören.

## Kultur und Sehenswürdigkeiten

### Museen und Vereine
In Nospelt befand sich eines der ältesten Zentren der Herstellung von Küchengeräten aus Ton; das Töpferhandwerk („Aulebäcker“, 1819: 17 Betriebe; bis 1914) war über die Grenzen des Landes hinaus bekannt. Im Töpfermuseum, welches in der Werkstatt des „Dittjes Neckel“ (8, rue des Potier Nr. 13) untergebracht ist, kan man unter anderem und vor allem den seit Beginn des 20. Jahrhunderts gebauten alten Brennofen bewundern, in dem das Töpfermaterial noch bis in die 1930er Jahre gebrannt wurde. Auch kann der Betreiber des Museums, das beim Syndicat d'Initiative angesiedelt ist, regelmäßig mit sehenswerten Ausstellungen und Detailrekonstruktionen das Publikum begeistern. 1973 wurde in der Ortsmitte ein Block aus rotem Sandstein aufgestellt, in den der Bildhauer Léon Nosbusch das Relief eines an der Scheibe arbeitenden Töpfers gemeißelt hat.
In Kehlen befindet sich seit einigen Jahren ein Brennereimuseum. In einem vor 1900 erbauten Brennereigebäude, wird die Herstellung von Schnaps anhand der damaligen Maschinen und Geräte veranschaulicht. Geräte und Handwerkszeug zeigen die Entwicklung von 1900 bis zum heutige Zeitpunkt. Nebenan in einem modernen Gebäude werden Edelschnäpse und Liköre nach modernsten Errungenschaft von der Brennereibesitzerin hergestellt. Da dieses Museum sich in Privatbesitz befindet, erfolgt die Besichtigung nur nach Voranmeldung.
Ein seit mehreren Jahrzehnten bestehender Verein, die „Georges Kayser Altertumsforscher“ mit ca. 1200 Mitgliedern, führt regelmäßige Grabungen nach keltischen und römischen Fundstücken durch. Ein sehenswertes Museum befindet sich in Nospelt selbst auf der Place de l'Eglise, wo die Besiedlung der Römer und der Kelten anhand von Bildern, Kleidung und Modellen nachgestellt wird. Sehenswert sind auch die Fundgegenstände der Region.

### Brauchtum
Zu Ostern wird „Eemaischen“ gefeiert, was an die Tradition der Töpferei in Nospelt anknüpft. Verschiedensten Töpferwaren werden angeboten. In den letzten Jahren konnten regelmäßig über 15.000 Besucher begrüßt werden.
Am Ostermontag werden an den Verkaufsständen  „Péckvillercher“ angeboten. Der Peckvillchen ist ein sogenannter Pfeifvogel, welcher vor vielen Jahren als Kinderspielzeug diente und über zwei Töne verfügte.

### Bauwerke
Das 2021 unter Denkmalschutz gestellte „Kanounentürmchen“ ist eine Kuriosität. Der gemauerte Rundturm hat zwar eine mittelalterliche Gestaltungsform, wurde aber erst Ende des 19. Jahrhunderts im Rahmen eines Nachbarschaftsstreits erbaut. Er wurde auf dem Dachstuhl eines älteren Stallgebäudes errichtet und diente der Überlieferung nach dazu, ein neues, benachbartes Hofgebäude in dessen Höhe wiederum zu übertrumpfen. An dem Turm befindet sich zudem als Drohkulisse die reliefartige Darstellung einer alten Kanone, zur Seite der neuen Scheune hin sind imitierte Schießscharten eingelassen. Ein Wappen mit der Datierung 1576 ist ein Fantasieprodukt.

## Sport
Der älteste Sportverein in der Gemeinde ist der F.C.Kielen (Fußball) gegründet am 13. Mai 1946, der F.C.Kielen ist auch zugleich von der Anzahl der Mitglieder der größte Verein in der Gemeinde. Mit über 350 lizenzierten Spielerinnen und Spieler, davon 200 Jugendliche, gehört er in seiner Umgebung zu einem der größten Vereine. Herausragendste Spieler sind Manou Scheitler (Jeunesse Esch) und Pitt Meyer (F.C.Olympique Eischen), beide in der luxemburgischen Nationalmannschaft, sowie einem heute sehr erfolgreichen Trainer Jeff Saibene, der ein Kehlener Eigengewächs ist und zugleich über 50-maliger Nationalspieler.
Der D.T. d'Peckvillercher Nospelt ist ein hiesiger Tisch-Tennis Verein, der am 16. August 1956 gegründet wurde. Mit fast 100 aktiven Mitgliedern gehört dieser seit vielen Jahren abwechselnd der Promotion oder 1. Division an. Mit dem Gewinn der Damenmeisterschaft und dem Pokalgewinn konnte die Damenmannschaft hervorragende Ergebnisse erzielen. Auch wurden mehrere Male die Jugendmeisterschaft in der Kategorie Minimes geholt. Höhepunkt der drei letzten Jahre war zweifelsohne der Gewinn des Pokals für Mannschaften unterhalb der zwei höchsten Spielklassen.
Der Badminton Kehlen wurde am 13. März 1996 gegründet, im Moment gehört die erste Mannschaft der höchsten Spielklasse an.
Der BBC-Kielen ist ein Basketball-Verein, welcher sich mit sehr viel Eifer und Hingabe seiner Sportart widmet.
Auch ein Self-Defense-Verein ist anzutreffen, und zwar der Taekwondo-Verein.
Turnabende werden ebenfalls angeboten von zwei Gymnastikvereinen aus Kehlen und aus Nospelt, diese beiden Vereine nehmen jedoch nicht an offiziellen Wettbewerben teil.

### Natur
Ein ca. 8 km langer Wanderweg führt über die Nospelter Gemarkung zum Naturschutzgebiet „Telpeschholz“, einer Heide- und Ginsterlandschaft; ein weiterer Wanderweg mit einer Länge von ca. 10 km wird Wanderern und Naturliebhabern ebenfalls angeboten. Seit geraumer Zeit gibt es auch für die Einwohner der Gemeinde sogenannte Fitnessparcours, welch zu 80 % durch den Wald führen und sehr angenehm zum Gehen oder Laufen einladen.

## Partnerschaft
Partnergemeinde von Kehlen ist Meckenbeuren in Baden-Württemberg, zu der die gleichnamige Ortschaft Kehlen gehört.

## Persönlichkeiten
- Jeff Saibene (* 1968), Fußballtrainer und ehemaliger Fußballspieler
- Nina Berton (* 2001), Radrennfahrerin